# Terremoto interplacca
I terremoti tettonici o terremoti interplacca sono i tipi di terremoti più comuni che avvengono ai margini tra le placche tettoniche ove si sviluppano le forze che vengono poi sprigionate improvvisamente durante il sisma. Si stima che circa il 90% dell'energia sismica venga rilasciata attraverso questo tipo di terremoti.

## Descrizione
In generale i terremoti sono fenomeni legati alle tensioni che si sviluppano per i movimenti reciproci delle zolle litosferiche che compongono la crosta terrestre; la maggior parte dei terremoti si verifica infatti al margine di queste zolle, in zone che vedono lo scorrimento laterale di due placche, oppure il loro accavallamento (terremoti di subduzione).
Quasi tutti i terremoti che avvengono sulla superficie terrestre sono concentrati in zone ben precise ossia in prossimità dei confini tra una placca tettonica e l'altra: queste sono infatti le zone tettonicamente attive, ossia dove le placche si muovono più o meno lentamente o improvvisamente le une rispetto alle altre. 
Secondo la tettonica delle placche, la superficie della Terra è modellata come se fosse composta da circa una dozzina di grandi placche tettoniche, che si muovono molto lentamente (come la crescita di un'unghia della mano), a causa delle correnti di convezione dentro il mantello, posto sotto la crosta terrestre. Poiché esse non si muovono tutte nella stessa direzione, le placche spesso direttamente collidono o slittano lateralmente lungo il bordo dell'altra (faglie trasformi). In generale il movimento delle placche è lento, impercettibile (se non con strumenti appositi) e costante; tuttavia in alcune momenti e in alcune aree, a causa delle forze interne, delle pressioni, tensioni e attriti tra le masse rocciose, tali movimenti avvengono in maniera improvvisa e repentina ("come un ingranaggio che si sblocca") sviluppando così un terremoto: il lento slittamento costante tra placche diventa così in alcune aree e in alcuni momenti una sorta di movimento a scatto che genera così un terremoto.
I terremoti di subduzione costituiscono quasi la metà degli eventi sismici più distruttivi. Essi sono concentrati lungo la cosiddetta cintura di fuoco del Pacifico, una stretta banda lunga circa 38.600 km. Il disastroso terremoto del Venerdì Santo, che nel 1964 devastò l'Alaska, è un esempio di evento di questo genere.
 
Le aree del mondo particolarmente soggette a questo tipo di eventi catastrofici sono la costa ovest del Nord America (specialmente California, la regione nord-est del mar Mediterraneo (Grecia, Italia e Turchia in particolare), Iran, Nuova Zelanda, Indonesia, Giappone, e diverse zone della Cina.